# Tamara Jakżyna
Tamara Elżbieta Giermanowna Jakżyna (ros. Тамара Германовна Якжина ur. 9 czerwca 1945, zm. 12 marca 2015 w Moskwie) – radziecka i rosyjska dziennikarka i reżyserka filmów dokumentalnych oraz edukacyjnych pochodzenia polskiego. Członek Związku Filmowców Rosyjskich oraz Stowarzyszenia Dziennikarzy Federacji Rosyjskiej.

## Życiorys
Posiadała średnie wykształcenie muzyczne. Była absolwentką studiów ze specjalnością pracownik literacki telewizji i radia oraz dziennikarz ukończonych w Instytucie Telewizyjnym na Wydziale Dziennikarstwa Moskiewskiego Uniwersytetu Państwowego im. M.W. Łomonosowa oraz studiów podyplomowych w zakresie reżyserski i scenografii. Przez blisko 20-lat była pracownikiem Telewizji Publicznej w Moskwie, a następnie od 1990 roku pracownikiem Studia Filmów Dokumentalnych i Popularno-Naukowych "Wozrożdienije" oraz od 1993 roku studia "Muzyka i film" gdzie piastowała funkcję dyrektora artystycznego. Była autorką filmów i programów dokumentalnych oraz edukacyjnych prezentowanych zarówno w Rosji jak i za granicą w tym między innymi takich filmów jak: Dlaczego mnie to interesuje (1986), Wibracje duszy (1990), Zbaw, Panie, lud twój (1996), Wasilij Rodionowicz Pietrow (2001), Nie lękaj się! Modlę się za ciebie! (2005; pierwszy rosyjski film dokumentalny poświęcony papieżowi Janowi Pawłowi II), Człowiek. Szkice do portretu Sokratesa Iwanowicza Starynkiewicza (2011) czy Papież, który nie umarł (2012).
Jako dziennikarka zajmowała się popularyzacją muzyki oraz kina dokumentalnego. Była autorką artykułów poruszających zagadnienia kultury polskiej, publikowanych między innymi na łamach pisma "Mecenat i Świat", którego była redaktorką. Była członkiem Związku Filmowców Rosyjskich, Stowarzyszenia Dziennikarzy Federacji Rosyjskiej, Międzynarodowej Federacji Dziennikarzy oraz Rosyjskiej Akademii Sztuki Filmowej „Nika”.
Tamara Jakżyna zaginęła 12 marca 2015 roku. 16 marca zawiadomienie o zaginięciu dokumentalistki złożyła na policji jej siostra. W dniu 9 kwietnia funkcjonariusze policji aresztowali dwóch mężczyzn próbujących za pośrednictwem portalu poświęconego handlowi nieruchomościami, sprzedać moskiewskie mieszkanie Jakżyny. 15 kwietnia 2015 roku w lesie na obrzeżach Moskwy funkcjonariusze policji odnaleźli zakopane ciało Tamary Jakżyny, tego samego dnia w wyniku śledztwa aresztowano również jej sąsiada podejrzanego o morderstwo dokumentalistki oraz zmowę w celu sprzedaży jej mieszkania.